# Мойград-Пороліссум
Мойград-Пороліссум (рум. Moigrad-Porolissum) — село у повіті Селаж в Румунії. Входить до складу комуни Міршид.
Село розташоване на відстані 382 км на північний захід від Бухареста, 7 км на схід від Залеу, 58 км на північний захід від Клуж-Напоки.

## Населення
За даними перепису населення 2002 року у селі проживали 546 осіб. Рідною мовою 543 особи (99,5%) назвали румунську.
Національний склад населення села:
| Національність | Кількість осіб | Відсоток |
| -------------- | -------------- | -------- |
| румуни         | 537            | 98,4%    |
| цигани         | 6              | 1,1%     |